# Ovidia andina
Ovidia andina är en tibastväxt som beskrevs 1857 av Eduard Friedrich Poeppig och Endl., och fick sitt nu gällande namn av Carl Daniel Friedrich Meisner. Arten ingår i släktet Ovidia och familjen tibastväxter. Den förekommer från centrala och södra Chile till södra Argentina, och inga underarter finns listade i Catalogue of Life. Växten är en buske som främst växer i tempererade områden.